# Premier (drums)
Premier Percussion Limited is fabrikant van drums en percussieinstrumenten gevestigd in Leicestershire (Groot-Brittannië). De fabriek werd oorspronkelijk in 1922 opgericht in Londen onder de naam "Premier Drum Company" door Albert Della Porta en George Smith.
Al voor 1930 begon de fabriek met het vervaardigen van symfonische percussie, fanfarepercussie en bekkens. In de jaren dertig verhuisde de fabriek naar Acton voor meer werkruimte. Hier groeide de fabriek enorm vanwege haar fabricage van pauken die werden gebruikt ter ondersteuning van de stomme film.
Bij het uitbreken van de Tweede Wereldoorlog werd de fabriek omgebouwd tot fabriek voor het bouwen van tank- en vliegtuig behuizing. In 1940 werd de fabriek gebombardeerd waardoor de fabriek wederom verhuisde naar Leicester.
In oktober 1987 werd Premier overgenomen door de Yamaha Corporation, dat tot 1992 eigenaar bleef. Hierna wisselde Premier regelmatig van eigenaar.
Bekende drumconcepten van Premier zijn de Premier 2000 Snare, de Resonator serie, de Signia and Genista series, de APK/XPK, de Olympic serie, de Artist series en de Premier series (Maple/Birch/Gen-X Hybrid).

## Artiesten

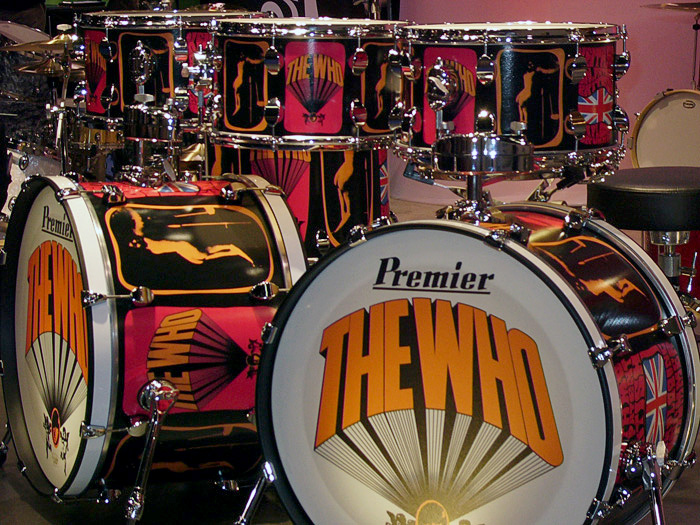
Replica van de drumset van The Who

De volgende artiesten maken gebruik van Premier.
- Keith Moon - The Who
- Mitch Mitchell - The Jimi Hendrix Experience
- Nick Mason - Pink Floyd (live 1966-69, studio 1966-75, later Ludwig gebruiker)
- Steve Barney - Annie Lennox and Sugababes
- John Panozzo - Styx (1970-begin 1979)
- Phil Collins - Genesis en solo (1974-82, live worden de kits nog steeds gebruikt)
- Chris Dangerous - The Hives
- Paul Doucette - Matchbox Twenty
- Ginger Fish - Marilyn Manson
- Jim Kilpatrick - The House of Edgar Shotts & Dykehead Pipe Band
- Martin Lopez - ex-Opeth
- Nicko McBrain - Iron Maiden
- Scott Phillips - Alter Bridge, eerder Creed
- Phil Selway - Radiohead
- Tommy Portimo - Sonata Arctica
- Chris Sharrock - 2008/2009 Oasis (band) en later 2009-2010 en 2013Beady Eye
- Mike Terrana - Rage
- Eric Tribbett - Jill Scott
- Mike Chiplin - Lostprophets (2000-2003)
- Matthew Slodowy - S-Control
- Thomas 'Thomen' Stauch - ex-Blind Guardian, Savage Circus
- Clem Burke - Blondie
- Matthew Helders - Arctic Monkeys
- John Bonham - Led Zeppelin
- Richard Christy - Death, Control Denied, Iced Earth
- Ringo Starr - The Beatles (tot 1963)
- Brad Wilk - Rage Against the Machine, Audioslave (1992-2000)
- Carl Palmer - Emerson, Lake & Palmer, Asia
- Chris Maitland - Porcupine Tree (1993 - 2002)
- Travis Nunn - Chris Tomlin
- Samuel Giers - Mando Diao
- Rod Morgenstein - Winger, Jelly Jam
- Derico Watson - Victor Wooten
- Etienne Jacobs - Kremlin, The Sparrows, Picon Blues

## Trivia
- John Bonham van Led Zeppelin kreeg op 14-jarige leeftijd zijn eerste Premier drumkit. Het was oud en roestig, maar functioneel.